# XIII wiek
XII wiek <> XIV wiek
Lata 1200. • Lata 1210. •  Lata 1220. • Lata 1230. • Lata 1240. • Lata 1250. • Lata 1260. • Lata 1270. • Lata 1280. • Lata 1290.
1201 1202 1203 1204 1205 1206 1207 1208 1209 1210 1211 1212 1213 1214 1215 1216 1217 1218 1219 1220 1221 1222 1223 1224 1225 1226 1227 1228 1229 1230 1231 1232 1233 1234 1235 1236 1237 1238 1239 1240 1241 1242 1243 1244 1245 1246 1247 1248 1249 1250 1251 1252 1253 1254 1255 1256 1257 1258 1259 1260 1261 1262 1263 1264 1265 1266 1267 1268 1269 1270 1271 1272 1273 1274 1275 1276 1277 1278 1279 1280 1281 1282 1283 1284 1285 1286 1287 1288 1289 1290 1291 1292 1293 1294 1295 1296 1297 1298 1299 1300

## Wydarzenia historyczne
- 1201 – trzęsienie ziemi w austriackiej Górnej Styrii (Murau), odczuwane było w Czechach, na Morawach, w południowych i środkowych Niemczech oraz w Polsce i na Śląsku (4 maja)
- 1202 – rozpoczęło się oblężenie Zadaru przez krzyżowców IV krucjaty; po raz pierwszy katoliccy krzyżowcy zaatakowali katolickie miasto (13 listopada)
- 1203 – IV wyprawa krzyżowa: krzyżowcy zdobyli Konstantynopol. Obalony cesarz Aleksy III uciekł nocą z miasta (17 lipca)
- 1204 – Mikołaj Kanabos odmówił przyjęcia wyboru na cesarza bizantyńskiego (28 stycznia)
- 1205 – car bułgarski Kałojan pobił pod Adrianopolem wojska Cesarstwa Łacińskiego dowodzone przez Baldwina I (14 kwietnia)
- 1206 – Temudżyn (Czyngis-chan) zjednoczył Mongołów i rozpoczął podboje (pd. Syberia w 1207, pn. Chiny w 1211, wsch. Iran w 1218)
- 1207 – doszło do wielkiego pożaru Magdeburga w wyniku którego m.in. spłonęła doszczętnie miejscowa katedra (20 kwietnia)
- 1208 – zwycięstwo króla Szwecji Eryka X Knutssona nad królem Danii Swerkerem II Młodszym w bitwie pod Leną (31 stycznia)
- 1209 – Franciszek z Asyżu otrzymuje od papieża Innocentego III ustne zatwierdzenie reguły (16 kwietnia). Jest to równoznaczne z powstaniem Zakonu Braci Mniejszych
- 1210 – spłonęła doszczętnie katedra w Reims we Francji (6 maja)
- 1211 – Alfons II został królem Portugalii (26 marca)
- 1212 – wyprawa krzyżowa dzieci z Francji i Niemiec (przewiezione do Aleksandrii, zostały sprzedane w niewolę)
- 1213 – w bitwie przy porcie Damme flota angielska pokonała francuską (30 maja)
- 1214 – wojska angielskie pod wodzą króla Jana bez Ziemi przeprawiły się na kontynent i zajęły francuski port La Rochelle (16 lutego)
- 1215 – ogłoszenie Wielkiej Karty Swobód przez króla Anglii, Jana bez Ziemi (15 czerwca)
- 1216 – Ludwik VIII Lew zdobył Winchester i kontrolował ponad połowę królestwa Anglii (14 czerwca)
- 1217 – flota francuska poniosła klęskę w starciu z Anglikami w bitwie morskiej pod Sandwich (24 sierpnia)
- 1218 – św. Piotr Nolasco założył w Barcelonie Zakon Najświętszej Maryi Panny Miłosierdzia dla Odkupienia Niewolników (10 sierpnia)
- 1219 – Król Danii Waldemar II Zwycięski wygrał bitwę z Estami, zakładając na jej miejscu Rewal. Wkrótce potem Niemcy zajęli Dorpat, Narwę i wyspę Ozylię
- 1220 – król Niemiec Fryderyk II wydał przywilej Confederatio cum principibus ecclesiasticis dla niemieckiej hierarchii kościelnej (26 kwietnia)
- 1221 – wojska cesarskie próbowały położyć kres shōgunatowi (Japonia)
- 1222 – założono Uniwersytet w Padwie (29 września)
- 1223 – Mongołowie odnieśli pierwsze zwycięstwo nad wojskami europejskimi, w bitwie nad Kałką w pobliżu Morza Azowskiego pokonali armię książąt ruskich (31 maja)
- 1224 – cesarz Fryderyk II założył 5 czerwca uniwersytet w Neapolu (L'Università degli Studi di Napoli Federico II)
- 1225 – Krzyżacy, otrzymawszy nadania w Siedmiogrodzie, zaczęli zabiegać tam o stworzenie własnego państwa
- 1226 – sprowadzenie Krzyżaków do Polski
- 1227 – Czyngis-chan (przed śmiercią) podzielił imperium mongolskie pomiędzy 4 synów
- 1228 – Franciszek z Asyżu ogłoszony świętym (16 lipca)
- 1229 – podpisano Traktat paryski (12 kwietnia)
- 1230 – Bułgarzy zwyciężyli w bitwie pod Kłokotnicą, klęska Teodora Angelosa (9 marca)
- 1231 – utworzenie inkwizycji przez papieża Grzegorza IX
- 1232
  - japoński ród Hōjō wydał kodeks okresu Kamakura zawierający przepisy prawne i administracyjne oraz Kodeks Jōei
  - najazd Mongołów na koreańskie państwo Korjo
- 1233 – Hermann von Salza dokonał lokacji Chełmna i Torunia na prawie magdeburskim (28 grudnia). Lokacja Torunia dotyczy części Starówki zwanej Stare Miasto
- 1234 – północne Chiny uległy całkowicie podbojowi mongolskiemu
- 1235 – Fryderyk II wydaje przywilej, tzw. Landfrieden, który potwierdza dawne i dodaje nowe prawa książętom niemieckim (15 sierpnia)
- 1236 – krucjaty północne: klęska kawalerów mieczowych w bitwie pod Szawlami na Litwie (22 września). Krzyżacy wzmocnieni byli dodatkowo posiłkami udzielonymi im przez ruski Psków
- 1237 – w bitwie pod Cortenuova cesarz Fryderyk II rozbił wojska Ligi Lombardzkiej (27 listopada)
- 1238 – wojska mongolskie po wodzą Batu-chana zdobyły Moskwę (2 lutego)
- 1239 – francuski inkwizytor Robert le Bougre wysłał na stos 183 katarów (13 maja)
- 1240 – wojska nowogrodzkie pokonały Szwedów w bitwie nad Newą (15 lipca)
- 1241 – największy zasięg najazdów mongolskich w Europie
- 1242 – na zamarzniętych wodach jeziora Pejpus doszło do bitwy między kawalerami mieczowymi a wojskami księcia nowogrodzkiego Aleksandra Newskiego, która powstrzymała ekspansję zakonu na ziemie ruskie (5 kwietnia)
- 1243 – powstanie Złotej Ordy, państwa Tatarów we wsch. Europie, zach. Syberii i Azji Środkowej
- 1244 – po 10 miesiącach oblężenia krzyżowcy zdobyli Montségur w Pirenejach, ostatnią twierdzę katarów (16 marca). Około 200 obrońców zostało spalonych na stosach
- 1245 – odbył się Sobór lyoński I zwołany przez papieża Innocentego IV (26 czerwca - 17 lipca)
- 1246 – król węgierski Bela IV pokonał wojska księcia austriackiego Fryderyka Babenberga pod Litawą (15 czerwca)
- 1247 – Lyon: Jan di Piano Carpini i Benedykt Polak powrócili z wyprawy do Imperium Mongolskiego (18 listopada)
- 1248 – zwycięstwo obrońców Parmy nad wojskami cesarza Fryderyka II Hohenstaufa w bitwie pod Victorią (18 lutego)
- 1249 – Koszyce otrzymały prawa miejskie (13 kwietnia)
- 1250
  - początek tzw. wielkiego bezkrólewia w Niemczech (trwało aż do roku 1273)
  - Roger Bacon sporządził pierwszy opis spadochronu[potrzebny przypis]
- 1251 – zagrożony przez koalicję Krzyżaków i Rusi oraz przez bunt wewnętrzny władca litewski Mendog przyjął chrzest
- 1252 – papież Innocenty IV wydał bullę Ad extirpanda, w której zezwolił na stosowanie tortur wobec heretyków (15 maja)
- 1253 – flamandzki franciszkanin, misjonarz i podróżnik Wilhelm z Rubruk dotarł z misją od króla Francji Ludwika IX na dwór wielkiego chana mongolskiego Mongke (27 grudnia)
- 1254 – w Budzie został zawarty pokój między królem Węgier Belą IV a królem Czech Przemysłem Ottokarem II (3 kwietnia)
- 1255 – król czeski Przemysł Ottokar II przybył Krzyżakom z pomocą. Wspólna wyprawa dotarła do ujścia Pregoły, a postawiony tam gród nazwano Królewcem
- 1256 – Mongołowie pod wodzą Hulagu-chana zdobyli należącą do Asasynów górską twierdzę Alamut w dzisiejszym Iranie (15 grudnia)
- 1257 – na Uniwersytecie Paryskim Robert de Sorbon utworzył Collège de Sorbonne
- 1258 – bitwa morska pod Akką między Genuą i Wenecją o wpływy w Ziemi Świętej (24 czerwca)
- 1259 – podpisano Traktat paryski (4 grudnia)
- 1260 – Mongołowie pod wodzą Hulagu-chana zdobyli i splądrowali syryjskie miasto Aleppo (25 stycznia)
- 1261 – ludność Grenlandii zgodziła się na zwierzchnictwo króla Norwegii, zachowując jednak własny system prawa
- 1262 – Islandia straciła niepodległość i stała się częścią Norwegii
- 1263 – bitwa pod Largs między Norwegami a Szkotami (2 października)
- 1264 – papież Urban IV ustanowił święto Bożego Ciała (11 sierpnia)
- 1265 – rozpoczął obrady parlament angielski, zwołany przez Simona de Montfort, po raz pierwszy w historii złożony z wybieranych, a nie nominowanych przedstawicieli ludności (20 stycznia)
- 1266 – wojska Manfreda Hohenstaufa, króla Sycylii, i Karola I Andegaweńskiego stoczyły bitwę pod Benewentem zakończoną klęską i śmiercią Manfreda (26 lutego)
- 1267 – we włoskim Viterbo papież Klemens IV kanonizował Jadwigę Śląską, patronkę Polski i Śląska (26 marca)
- 1268 – Mamelucy zdobyli Antiochię (18 maja)
- 1269 – Marynidzki sułtan Abu Jusuf Jakub zajął Marrakesz i ostatecznie odsunął od władzy w Maroku dynastię Almohadów
- 1270 – siódma wyprawa krzyżowa pod wodzą króla Ludwika IX oblega Tunis (epidemia dżumy położyła kres wyprawie)
- 1271 – Kubilaj (wnuk Czyngis-chana) został ogłoszony w Pekinie cesarzem Chin
- 1272 – Karol I Andegaweński utworzył Regnum Albaniae, uznając je za integralną część korony neapolitańskich Andegawenów
- 1273 – w obawie przed potęgą królestwa Czech, Niemcy na zjeździe we Ratyzbonie obrali na swego króla Rudolfa I Habsburga (29 września); wybór ten zakończył, trwające ćwierć wieku, „Wielkie bezkrólewie”
- 1274 i 1281 – armia mongolska 2-krotnie usiłowała podbić Japonię
- 1275 – pierwsza pisemna wzmianka o Amsterdamie (27 października)
- 1276 – Augsburg stał się wolnym miastem Rzeszy (9 marca)
- 1277 – biskup Paryża Étienne Tempier potępił 219 tez awerroizmu (7 marca)
- 1278 – bitwa pod Suchymi Krutami, koniec prosperity czeskich Przemyślidów (26 sierpnia). Rudolf z Habsburga triumfował
- 1279 – upadek narodowej dynastii Song na południu Chin, obalonej przez feudałów mongolskich pod wodzą Kubilaja (19 marca)
- 1280 – pierwsze wzmianki o broni palnej i armacie (Chiny)
- 1281 – w bitwie pod Himsem armia sułtana mameluków Kalawuna pokonała armię mongolskich Ilchanidów pod dowództwem Mongkego Temura i sprzymierzonych chrześcijan (29 października)
- 1282 – na Sycylii wybuchło powstanie ludowe, tzw. Nieszpory sycylijskie, przeciwko rządom Andegawenów (30 marca)
- 1283 – Bitwa morska koło Malty (8 lipca)
- 1284 – wydano Statut z Rhuddlan ogłaszający przyłączenie Walii do Korony Angielskiej (3 marca)
- 1285 – na tron Francji wstąpił Filip IV Piękny (5 października). Zasłynął jako ten, który zlikwidował zakon templariuszy
- 1286 – król Szkocji Aleksander III zginął spadając wraz z koniem ze skały (19 marca)
- 1287 – Powódź św. Łucji (14 grudnia): w Niderlandach miała miejsce katastrofalna powódź; fale Morza Północnego przerwały tamy, a na zalanych terenach powstało Zuiderzee
- 1288 – wojna o sukcesję w Limburgii: bitwa pod Worringen (5 czerwca)
- 1289 – Mamelucy zdobyli Trypolis
- 1290 – Andrzej III został koronowany na króla Węgier (13 lipca)
- 1291 – Mamelucy zdobyli Akkę (18 maja), ostatnią posiadłość krzyżowców na Bliskim Wschodzie
- 1292 – Adolf z Nassau został wybrany na króla niemieckiego (5 maja)
- 1293 – szwedzki możnowładca Tyrgils Knuttsson przyłączył księstwo Karjala do Królestwa Szwecji i założył miasto Viipuri
- 1294 – rozpoczęto budowę kościoła Santa Croce we Florencji (3 maja)
- 1295 – Francja i Szkocja zawarły w Paryżu tzw. Stare Przymierze, skierowane przeciw Anglii (23 października)
- 1296
  - powrót Marco Polo z Chin do Wenecji
  - pierwszy bieg uliczny dla kobiet (Wiedeń)
- 1297 – powstanie Księstwa Monako (8 stycznia)
- 1298 – wojna Wenecji z Genuą: Bitwa morska pod Curzolą (8 września)
- 1299 – wojska sułtana Maroka Abu Jakuba Jusufa rozpoczęły 8-letnie oblężenie Tilimsan (6 maja), stolicy kraju Abdalwadydów w dzisiejszej Algierii
- 1300 – stworzono jeden z najstarszych portolanów (tzw. Mapa z Cortony)

## Władcy Polskiw XIII wieku
- 1194-1202 : Leszek Biały (książę krakowski)
- 1202-1206 : Władysław Laskonogi
- 1202-1210 : Leszek Biały (książę krakowski)
- 1210-1211 : Mieszko Plątonogi
- 1211-1227 : Leszek Biały
- 1227-1229 : Władysław Laskonogi
- 1229-1232 : Konrad I mazowiecki
- 1232-1238 : Henryk I Brodaty (książę krakowski)
- 1238-1241 : Henryk II Pobożny (książę krakowski)
- 1241 : Bolesław II Rogatka
- 1241-1243 : Konrad I mazowiecki (książę krakowski)
- 1243-1279 : Bolesław V Wstydliwy (książę krakowski)
- 1279-1288 : Leszek Czarny
- 1288 i 1289 : Bolesław II mazowiecki
- 1288-1290 : Henryk IV Probus (książę krakowski)
- 1289 : Władysław I Łokietek
- 1291-1296 : Przemysł II (książę krakowski, od 1295 – król)
- 1291-1305 : Wacław II

## A
- Antoni Padewski
- Dante Alighieri

## F
- Franciszek z Asyżu

## T
- Tomasz z Akwinu

## V
- Villard de Honnecourt – francuski architekt